# Dupatta

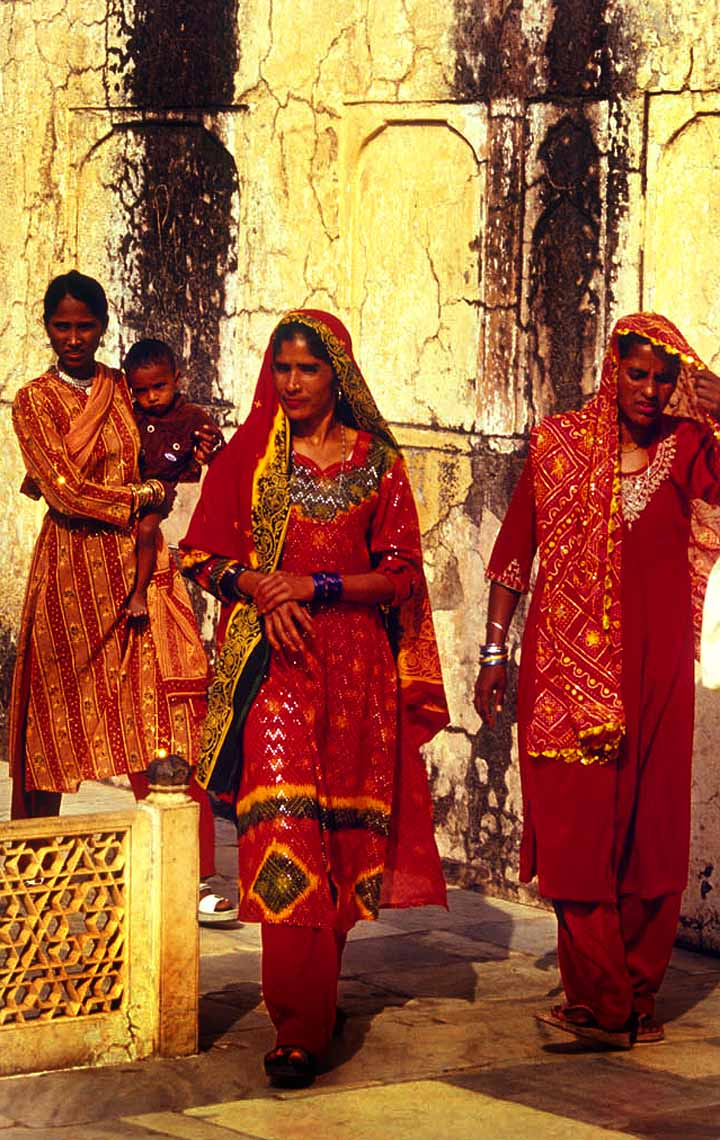
Frauen aus Jaipur mit Salwar Kamiz und Dupatta

Dupatta (Hindi: दुपट्टा, dupaṭṭā; Urdu: دوپٹا, auch chunri, chunni, unni) ist ein Schleier in der Art eines etwa 2 m langen und ca. 1 m breiten Schals, der von Frauen in vielen Ländern Südasiens, vor allem in Indien und Pakistan, als Teil des Salwar Kamiz (auch Punjabi) getragen wird.

## Mode

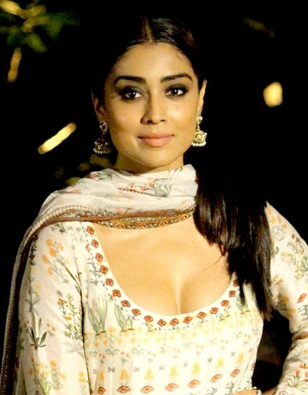
Dupatta als Schal

Traditionell wird der dupatta außerhalb des Hauses so über dem Kopf getragen, dass er beide Schultern bedeckt. Er kann jedoch auch als Umhang benutzt werden. Im Haus wird er abgelegt.
Das Tragen eines dupatta-Schals ist mittlerweile zu einem Bestandteil der indischen Mode geworden (siehe Lehanga), wobei er über eine oder über beide Schultern geworfen wird. Teils wird er auch als Sonnen- oder Staubschutz um den Kopf drapiert, stand jedoch als Behelfsmaske in der COVID-19-Pandemie in der Kritik.

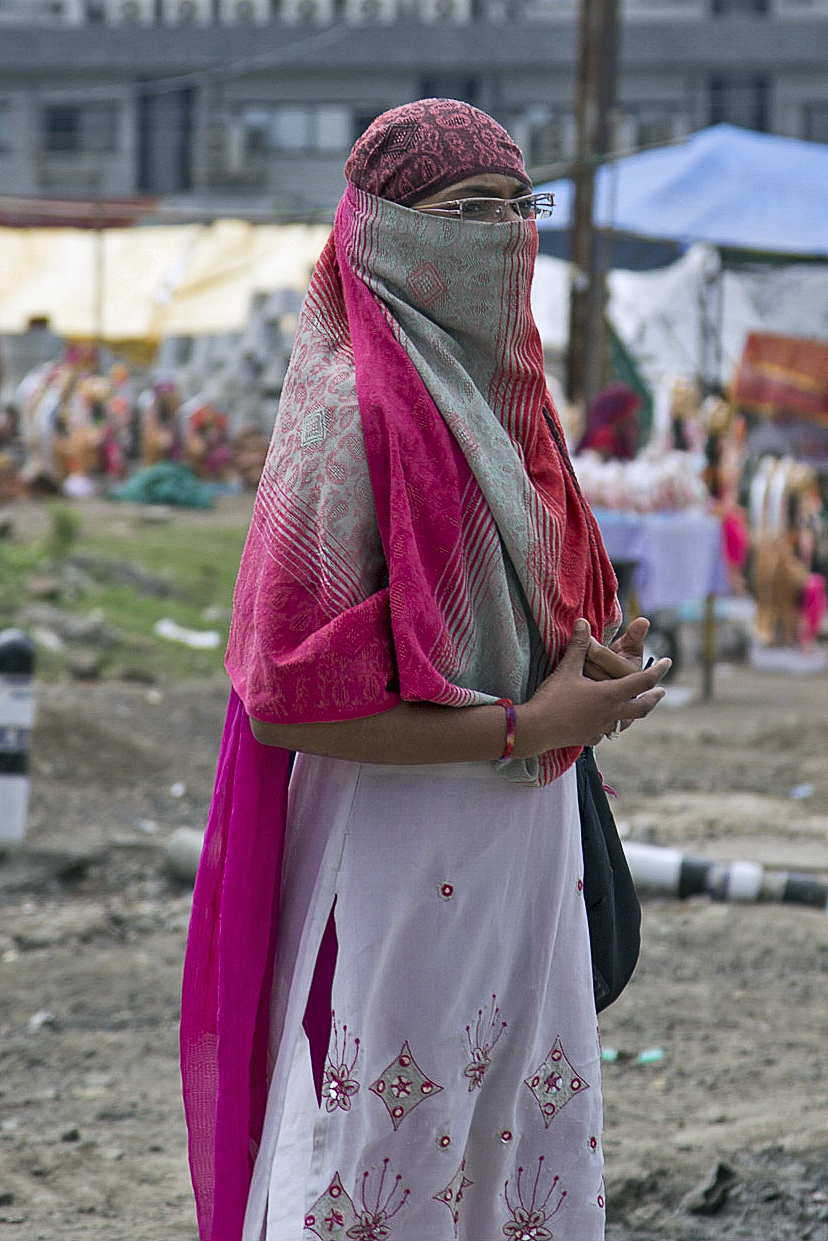
Dupatta hebt sich als Sonnen- oder Staubschutz vom meist schwarzen Niqab ab

## Bedeutungsvariante
Im indischen Bundesstaat Andhra Pradesh wird üblicherweise die Bettdecke als dupatta bezeichnet.